# The People or the Gun
The People or the Gun è l'ottavo album in studio del gruppo hardcore punk Anti-Flag, pubblicato tra il 5 ed il 9 giugno 2009 dalla SideOneDummy. È il primo disco con l'etichetta di Los Angeles, dopo la conclusione del contratto con la major RCA, che aveva prodotto i due album precedenti.
La prima traccia dell'album, Sodom, Gomorrah, Washington D.C. (Sheep in Shepherd's Clothing), è stata pubblicata in streaming sul MySpace del gruppo in anticipo rispetto all'uscita dell'album, seguita poi dall'intera riproduzione sullo stesso sito. Una parte dei guadagni sulle prevendite dell'album saranno donati ad Amnesty International.

## Tracce
Tutte le tracce degli Anti-Flag
1. Sodom, Gomorrah, Washington D.C. (Sheep in Shepherd's Clothing) - 2:50
2. The Economy Is Suffering... Let It Die - 3:36
3. The Gre(A)t Depression - 3:08
4. We Are the One - 3:07
5. You Are Fired (Take This Job, Ah, Fuck It) - 1:00
6. This Is the First Night - 3:33
7. No War Without Warriors (How Do You Sleep?) - 2:28
8. When All the Lights Go Out - 3:08
9. On Independence Day - 2:51
10. The Old Guard - 4:17

### Tracce bonus
1. Teenage Kennedy Lobotomy - 1:06

Prevendita SideOneDummy
1. A Brief Misunderstanding of the Kings and Queens - 3:42
2. Bring Down the Wall Again - 3:13

iTunes
1. The Weathermen Know Which Way the Wind Blows
2. Africom

iTunes ed edizione australiana
1. /14. This Is a Farewell Kiss, You Dog

## Which Side Are You On? E.P.
Con l'edizione australiana e con le prevendite statunitensi è stato incluso un EP, dal titolo Which Side Are You On? E.P..

### Tracce
1. Bring Down Their Wall Again – 3:13
2. The Weathermen Know Which Way the Wind Blows – 2:44
3. Africom – 3:34

## Formazione
- Justin Sane – chitarra, voce
- Chris Head – chitarra
- Chris #2 – basso, voce
- Pat Thetic – batteria

### Crediti
- Tim McIlrath – voce addizionale in The Gre(A)t Depression[4][5]
- Wade MacNeil – voce addizionale in The Gre(A)t Depression[4][5]
- David McWane – voce addizionale in The Gre(A)t Depression[5]
- Greg Attonito – voce addizionale in The Gre(A)t Depression[5]
- Mario J. McNulty – missaggio (presso Alice's Restaurant)[5]
- Mass Giordini – masterizzazione (presso Sonic Iguana)[5]
- Mike Ski / No More Galleries – design, copertina[5]

## Classifiche
| Classifica                     | Posizione | Note  |
| ------------------------------ | --------- | ----- |
| Billboard 200                  | 122       | [ 6 ] |
| Billboard Top Independent      | 23        | [ 7 ] |
| Billboard Comprehensive Albums | 136       | [ 8 ] |
| Billboard Top Rock Albums      | 47        | [ 9 ] |